# Chiddingfold
Chiddingfold är en ort och civil parish i Storbritannien.   Den ligger i grevskapet Surrey och riksdelen England, i den södra delen av landet, 60 km sydväst om huvudstaden London. Chiddingfold ligger 51 meter över havet och antalet invånare är 2 175.
Terrängen runt Chiddingfold är huvudsakligen platt, men åt sydväst är den kuperad. Runt Chiddingfold är det ganska tätbefolkat, med 134 invånare per kvadratkilometer. Närmaste större samhälle är Guildford, 13,4 km norr om Chiddingfold. I omgivningarna runt Chiddingfold växer i huvudsak blandskog.